# Doddamaragowdanahalli, Mysore
Doddamaragowdanahalli là một làng thuộc tehsil Mysore, huyện Mysore, bang Karnataka, Ấn Độ.